# Cylindromyia tibetensis
Cylindromyia tibetensis là một loài ruồi trong họ Tachinidae.